# Andragathius
Andragathius (gestorven 388) was een generaal in het Romeinse leger. Hij was Magister equitum onder de Romeinse keizer Magnus Maximus (383-388). 

## Geschiedenis
Volgens de geschiedschrijver Zosimos werd Andragathius geboren in de buurt van de Pontos Euxinos (de Zwarte Zee), waar sinds de Griekse kolonisatie veel Grieken woonden.Hij was vermoedelijk van Griekse afkomst en deed dienst in het Romeinse leger in Britannia 
. Omstreeks 383 komt hij voor het eerst voor in schriftelijke bronnen als Maximus, de bevelhebber van de Romeinse troepen in Britannia in opstand komt tegen de heerschappij van de West-Romeinse keizer Gratianus.
Andragathuis beklede in die tijd een officiersfunctie. Als Maximus ten strijde trekt tegen Gratianus in 383 maakt hij 
deel uit van zijn gevolg. Bij de gevechten in Gallië, die plaatsvonden in de buurt van Lutetia (het huidige Parijs) versloeg Maximus Gratianus. Ook Andragathuis was deelnemer in deze veldslag. Van hem is bekend dat hij hierna de vluchtende keizer achtervolgde die zich met het restant van zijn leger naar Lugdunum (nu Lyon) begaf. Daar haalde Andragathius Gratianus' leger in en versloeg de keizer bij een brug in de buurt van Sigidunum, waar hij  hem doodde.
Omdat de bronnen uit deze periode schaars zijn, verschijnt Andragathuis pas aan de vooravond van burgeroorlog van 387-388 weer in de geschiedenis. Over hem is opgetekend dat hij samen met  Maximus door de Alpen naar Italië vertrok om keizer Valentinianus II aan te vallen. Michael Kulikowski vermoedt dat Andragathius in Gallië bewerkstelligde dat er voor Maximus steun kwam voor diens keizerschap.  Bij de doortocht over de Alpen droeg  Andragathius de rang van magister militum  en voerde het opperbevel over de troepen Hij liet de Alpenpassen beveiligen tegen de Oost-Romeinse keizer Theodosius.
Maximus stuurde Andragathuis achter de moeder van Valentinianus II aan toen deze met haar kinderen over de Ionische Zee naar Constantinopel vluchten. De keizerlijke familie was echter al vertrokken. De keizer verwachtte een zeeaanval van keizer Theodosius en stelde een vloot samen met Andragathuis als bevelhebber. Die zeeaanval vond echter nooit plaats, want terwijl Andragathius zich met de vloot op zee bevond, viel Theodosius  Maximus over het land aan en versloeg aan de Save. Toen Andragathius het bericht bereikte van de nederlaag maakte hij zelf een einde aan zijn leven. 